# إطلاق النار في ريتشموند 2023
في 6 يونيو 2023، وقع إطلاق نار جماعي في ريتشموند بولاية فيرجينيا بعد التخرج من المدرسة الثانوية في مسرح ألتريا في حرم مونرو بارك بجامعة فرجينيا كومنولث (VCU).
وبحسب السلطات، أصيب سبعة بجروح جراء إطلاق النار، من بينهم ثلاثة أصيبوا بجروح خطيرة، و 12 آخرين أصيبوا بجروح لا علاقة لها بإطلاق النار. في وقت لاحق من المساء، أعلنت الشرطة عن مقتل اثنين من الذين أصيبوا برصاص.
تم القبض على شخصين في البداية فيما يتعلق بالحدث ولكن بقي واحد فقط، أماري بولارد البالغ من العمر 19 عامًا، مشتبه به.

## خلفية
بدأت مدرسة هوجوينوت الثانوية في منطقة مدارس ريتشموند العامة حفل تخرجهم في الساعة 4 مساءً بالتوقيت المحلي في مسرح ألتريا. بعد الحفل، غادر شون جاكسون، أحد الخريجين، المسرح وتوجه إلى مونرو بارك ليجتمع شمله مع عائلته.

## إطلاق الرصاص
وقع إطلاق النار في مونرو بارك، خارج مسرح ألتريا وبعد حفل تخرج مدرسة هوجوينوت الثانوية، حوالي الساعة 5:13 مساءً بالتوقيت المحلي. كان الحاضرين في التخرج يغادرون المسرح وقت التصوير. سمع رجال الشرطة داخل المسرح، الذين كانوا يعملون في الأمن من أجل التخرج، طلقات نارية وقاموا بتمرير هذه المعلومات إلى مستجيبين آخرين للطوارئ. تم إرسال تنبيه من جامعة فرجينيا كومنولث في الساعة 5:15 مساءً.
قال عضو في مجلس إدارة مدرسة ريتشموند سيتي كان حاضراً، إن إطلاق النار بدأ بعد وقت قصير من خروجهم من المبنى وسمعوا حوالي 20 طلقة في تتابع سريع. قالت امرأة تبيع أغراضًا للعائلات لمنح الخريجين إن المنطقة بأكملها أصبحت فوضوية، حيث داس الناس على الآخرين وممتلكاتهم من أجل الفرار من المنطقة.
كان المهاجم مسلحا بأربع مسدسات واستخدم ثلاثة. بعد ساعة واحدة، كان من المفترض أن التهديد قد تم تحييده.

## الضحايا
وأسفر إطلاق النار عن مقتل شخصين وسبعة جرحى بالرصاص وستة جرحى آخرين في فوضى إخلاء المنطقة. توفي اثنان من المصابين في البداية، لورينزو سميث (36 عامًا) وابنه شون جاكسون (18 عامًا) متأثرين بجراحهما.
وبحسب السلطات، أصيب سبعة بجروح جراء إطلاق النار، من بينهم ثلاثة أصيبوا بجروح خطيرة. بالإضافة إلى ذلك، صدمت سيارة ابنة سميث البالغة من العمر 9 سنوات أثناء فرارها من مكان إطلاق النار. عولجت في مكان الحادث وذهبت لاحقًا إلى المستشفى، حيث تم إطلاق سراحها بحلول 7 يونيو. كما عانى 11 شخصاً آخرين من إصابات غير مرتبطة بجروح ناجمة عن إطلاق النار: تسعة منهم عولجوا من إصابات طفيفة وقلق، واثنان عانوا من السقوط.

## تحقيق
قُبض على شخصين في البداية، أحدهما كان أماري بولارد، وهو رجل يبلغ من العمر 19 عامًا. كان لديه "نزاع طويل الأمد" مع شون جاكسون. وقال ريك إدواردز قائد شرطة ريتشموند في مؤتمر صحفي إن بولارد حضر حفل التخرج، وتفاعل مع جاكسون بعد الحفل، ثم استعاد مسدسًا من سيارته.
وقال المحققون في وقت لاحق إن الشخص الآخر الذي تم اعتقاله في البداية لا يُعتقد أنه متورط. أعلنت الشرطة أنها تخطط لمتابعة تهم القتل من الدرجة الثانية ضد المشتبه به المتبقي. تم احتجازه بدون سند. في صباح يوم 7 يونيو / حزيران، تم استدعاؤه بتهمتي قتل من الدرجة الثانية. ومن المقرر عقد جلسة استماع في وقت لاحق في يونيو حزيران.

## ما بعد الكارثة
تم إلغاء حفل تخرج مدرسة توماس جيفرسون الثانوية، والذي كان من المقرر عقده في مسرح ألتريا في وقت لاحق من ذلك المساء. وفي وقت لاحق أُعلن أنه سيتم إلغاء جميع التخرج لبقية الأسبوع، وأن الاحتفالات التي أعيد جدولتها ستقام في المدارس، مع تشديد الإجراءات الأمنية. وأغلقت بعض الطرق المحلية بينما كانت تحقيقات الشرطة جارية.
أعلنت مدارس ريتشموند العامة أنها ستغلق في اليوم التالي، 7 يونيو، بدافع الحذر الشديد. في 7 يونيو، أعلنت مدارس RPS أنها ستغلق لبقية الأسبوع، والذي كان أيضًا نهاية العام الدراسي. تمت إعادة جدولة جميع التخرج غير المكتمل إلى الأسبوع التالي في مواقع المدارس بدلاً من ذلك.

## تفاعلات

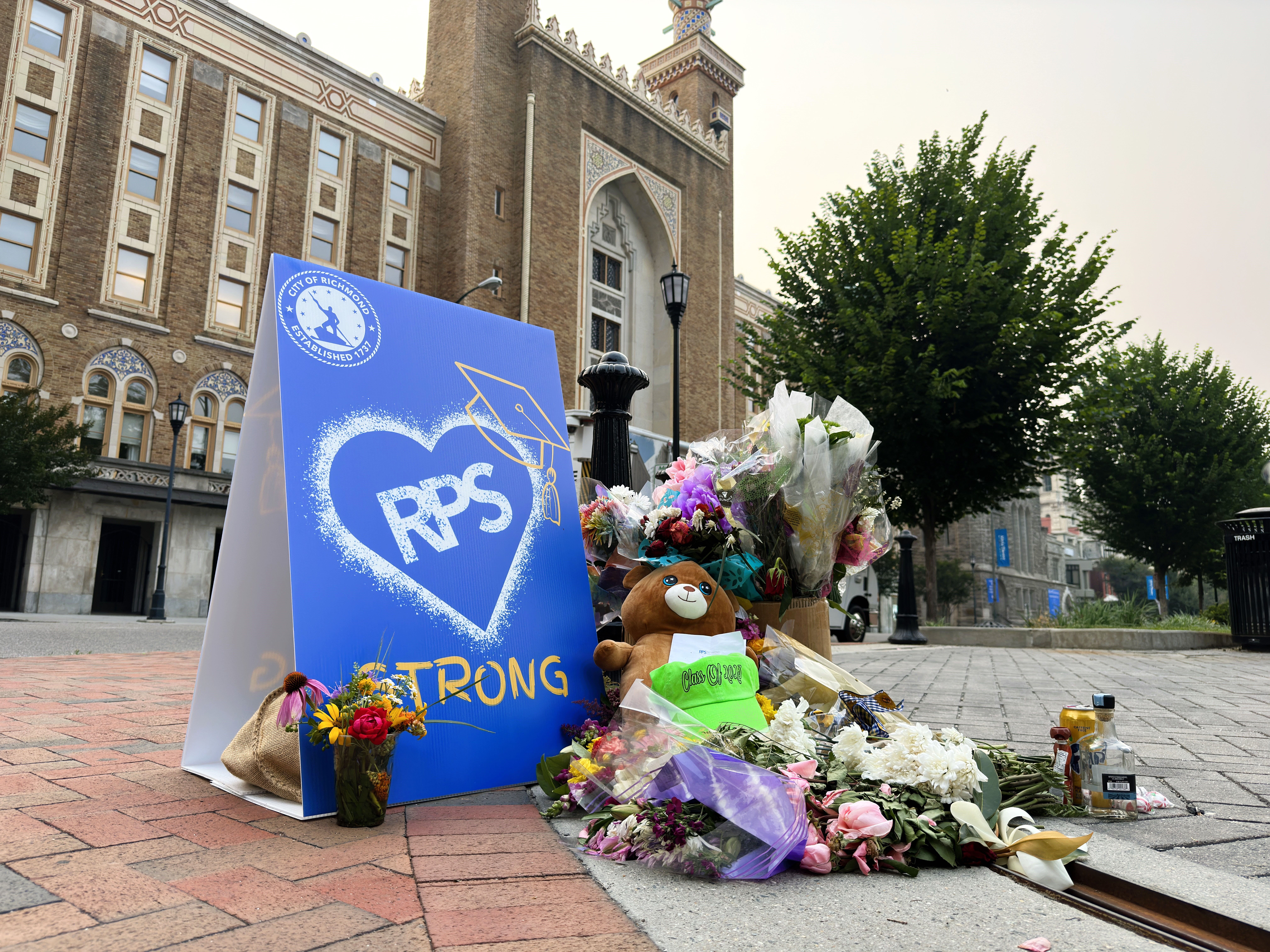
أقيمت الذكرى في الأيام التي تلت إطلاق النار.

وقال وينسوم سيرز، نائب حاكم ولاية فرجينيا الجمهوري، إن عنف العصابات هو المسؤول عن إطلاق النار. في ذلك الوقت، اعتقدت إدارة شرطة ريتشموند أن المشتبه به يعرف الضحايا. كما رد ليفار ستوني، رئيس بلدية ريتشموند، وجيسون كامراس، مدير مدارس ريتشموند العامة، وآخرون على إطلاق النار الجماعي، معربين عن تعاطفهم مع الضحايا وصدمتهم.